# Летње олимпијске игре
Летње олимпијске игре (ЛОИ; енгл. Summer Olympic Games) међународни су мултиспортски догађај који се одржава сваке четири године у другом граду. Прве игре су одржане 1896. године у Атини (Грчка), а последње године 2024. у Паризу (Француска). Међународни олимпијски комитет организује игре и надгледа припреме у граду домаћину. За сваки олимпијски догађај се додељују златне медаље за прво место, сребрне медаље за друго место и бронзане медаље за треће место; ова традиција је започета 1904. године. Зимске олимпијске игре су креиране на бази успеха Летњих олимпијских игара.
На Летњим олимпијским играма се у почетку (1896) такмичило у само 42 дисциплине и учествовало је мање од 250 мушких такмичара из 14 земаља, а до 2012. се ова статистика повећала на 302 дисциплине са 10.768 такмичара (5.992 мушкарца и 4.776 жена) из 204 земље.
Деветнаест земаља је досад угостило такмичаре Летњих олимпијских игара. Сједињене Америчке Државе су угостиле такмичаре четири пута (1904, 1932, 1984. и 1996), више него иједна друга земља; Велика Британија је била домаћин за троје Летње олимпијске игре (1908, 1948. и 2012), све три пута у Лондону. Четири града су била домаћин по два пута: Лос Анђелес (1932. и 1984), Париз (1900. и 1924), Атина (1896. и 2004) и Токио (1964. и 2020).
Једине Летње олимпијске игре до сада одржане на Јужној хемисфери су биле у Аустралији (Мелбурн 1956. и Сиднеј 2000) и Бразилу (Рио де Жанеиро 2016). Игре у Рију су биле прве Летње олимпијске игре у Јужној Америци и прве Летње олимпијске игре одржане током локалне зимске сезоне.
Пет држава — Грчка, Аустралија, Француска, Велика Британија и Швајцарска — учествовало је на свим Летњим олимпијским играма. Једина земља која је освојила по најмање једну златну медаљу на сваким Летњим олимпијским играма је Велика Британија. Сједињене Америчке Државе су водеће на свеукупној табели.

## Историја
Међународни олимпијски комитет основан је 1894. године када је Пиерре де Цоубертин, француски педагог и историчар, настојао да промовише међународно разумевање кроз спортска такмичења. Прво издање Олимпијских игара одржано је у Атини 1896. године и привукло је само 245 такмичара, од којих је више од 200 било Грка, а представљено је само 14 земаља. Ипак, раније нису били организовани међународни догађаји ове величине. Спортисткињама није било дозвољено да се такмиче, иако је једна жена, Стамата Ревитхи, сама трчала маратонски курс, рекавши „Ако ми комисија не дозволи да се такмичим, ићи ћу за њима без обзира“.
Летње олимпијске игре 1896. године, званично познате као Олимпијске игре, биле су међународне мулти-спортске приредбе које су се прослављале у Атини у Грчкој, од 6. до 15. априла 1896. године. То су биле прве олимпијске игре одржане у модерној ери . Отварању игара присуствовало је око 100.000 људи. Спортисти су долазили из 14 нација, а већина је долазила из Грчке. Иако је Грчка имала највише спортиста, САД су завршиле са највише шампиона. 11 Американаца се пласирало на прво место у својим догађајима наспрам десет из Грчке. Древна Грчка била је родно место Олимпијских игара, па је сходно томе Атина сматрана одговарајућим избором за постављање уводних модерних игара. Једногласно је изабран за град домаћин током конгреса који је организовао Пјер де Кубертен у Паризу, 23. јуна 1894. Током овог конгреса основан је и МОК.
Упркос многим препрекама и падовима, Олимпијске игре 1896. године сматране су великим успехом. Игре су до тада имале највеће међународно учешће у било ком спортском догађају. Стадион Панатхинаико, први велики стадион у модерном свету, преплавио се највећом публиком која је икада гледала спортски догађај. Врхунац за Грке била је победа у маратону њиховог сународника Спиридона Луиса, водоноше. Победио је за 2 сата 58 минута и 50 секунди, покренувши дивље славље на стадиону. Најуспешнији такмичар био је немачки рвач и гимнастичар Карл Шуман, који је освојио четири златне медаље.
Грчки званичници и јавност били су одушевљени искуством домаћинства Олимпијских игара. Овај осећај делили су многи спортисти, који су чак тражили да Атина буде стални олимпијски град домаћин. МОК је намеравао да се наредне Игре ротирају у различите градове домаћине широм света. Друга олимпијада одржана је у Паризу.
Четири године касније, Летње олимпијске игре 1900. у Паризу привукле су више од четири пута више спортиста, укључујући 20 жена, којима је било дозвољено да се први пут званично такмиче у крокету, голфу, једрењу и тенису . Игре су интегрисане са светском сајмом у Паризу и трајале су више од 5 месеци. Још увек се спори који су тачно догађаји били олимпијски, јер се мало или можда чак ниједан догађај није оглашавао као такав у то време.
Напетости изазване руско-јапанским ратом и потешкоће да се стигне до Сент Луиса могле су допринети чињеници да је врло мали број врхунских спортиста изван САД и Канаде учествовао на Играма 1904. године .
Низ мањих игара одржан је у Атини 1906. МОК тренутно не признаје ове игре као званичне олимпијске игре, иако многи историчари то признају. Игре у Атини 1906. биле су прве из наизменичног низа игара које су се одржавале у Атини, али серија није успела да се оствари. Игре су биле успешније од игара из 1900. и 1904. године, са преко 900 спортиста, и позитивно су допринеле успеху будућих игара.
Игре у Лондону 1908. поново су порасле, као и прво трчање маратона на сада већ стандардној раздаљини од 42.195 km (26 миља 385 јарди). Први олимпијски маратон 1896. године (трка само за мушкарце) возио се на даљини од 40 km (24 миље 85 јарди). Нова маратонска удаљеност изабрана је како би се осигурало да се трка заврши испред ложе коју је заузела британска краљевска породица. Тако је маратон имао 40 km (24,9 mi) за прве игре 1896, али је накнадно варирао до 2 km (1,2 mi) због локалних услова као што су распоред улица и стадиона. На шест олимпијских игара између 1900. и 1920. маратон се возио на шест даљина. На Играма је Велика Британија освојила 146 медаља, 99 више од другопласираних Американаца, што је њен најбољи резултат до данас.
На крају маратона 1908. године, италијански тркач Дорандо Пиетри први је ушао на стадион, али је очигледно био у невољи и пропао од изнемоглости пре него што је успео да заврши догађај. Преко циља су му помогли забринути званичници трке, а касније је дисквалификован због тога. Као надокнаду за несталу медаљу, краљица Александра је Пиетрију поклонила позлаћени сребрни пехар. Артур Конан Дојл написао је посебан извештај о трци у Даили Маил-у .
Игре су наставиле да расту, привлачећи 2.504 такмичара, у Стокхолм 1912. године, укључујући сјајног свестраног Џим Торп-а, који је освојио и десетобој и петобој. Тхорпе је претходно играо неколико утакмица бејзбола уз наплату, а своје медаље је одузео за ово „кршење“ аматеризма након жалби Авери Брундагеа. Они су враћени 1983. године, 30 година након његове смрти. Игре у Стокхолму су прве које су испуниле првобитну идеју Пјера де Кубертена. По први пут од почетка Игара 1896. године свих пет насељених континената представљених спортистима такмичило се на истом стадиону.
Заказане летње олимпијске игре 1916. отказане су након почетка Првог светског рата .

### Међуратна ера
Игре Антверпена 1920. године у ратом разореној Белгији биле су пригушена ствар, али опет су привукле рекордан број такмичара. Овај рекорд стајао је само до 1924. године, када су на Паришким играма учествовало 3.000 такмичара, од којих је највећи био фински тркач Пааво Нурми . „ Летећи Финац “ је освојио три тимске златне медаље и појединачно трчање на 1.500 и 5.000 метара, последње две истог дана.
Игре у Амстердаму 1928. године биле су запажене по томе што су биле прве игре које су омогућавале женама да се такмиче у атлетици на стази и терену, и имале су велике користи од општег напретка времена, заједно са првом појавом спонзорства над играма, од компаније Цоца-Цола . На играма из 1928. представљен је стандардни дизајн медаља, а МОК је одабрао Гиусеппе Цассиоли-јев приказ грчке богиње Нике и победника којег је носила гомила људи. Овај дизајн је коришћен до 1972.
Игре у Лос Анђелесу 1932. биле су погођене Великом депресијом, што је допринело малом броју такмичара.
Немачка влада 1936. године је на немачке владе гледала као на златну прилику за промоцију своје идеологије. Владајућа нацистичка странка наручила је режисерку Лени Риефенштал да сними игре. Резултат, Олимпија, сматрао се ремек-делом, упркос Хитлеровим теоријама о аријској расној супериорности које су спортисти „неаријски“ више пута показивали. Афроамерички спринтер и скакач у даљ Џеси Овенс освојио је четири златне медаље. На Берлинским играма 1936. такође је представљен релеј бакљи.
Због Другог светског рата Игре 1940 (које су се требале одржати у Токију и привремено пресељене у Хелсинки по избијању рата) су отказане. Игре 1944 требале су се одржати у Лондону, али су такође отказане; уместо тога, Лондон је био домаћин првих игара након завршетка рата, 1948. године .

### После Другог светског рата
Прве послератне игре одржане су 1948. године у Лондону, искључени су и Немачка и Јапан. Холандска спринтерица Фанни Бланкерс-Коен освојила је четири златне медаље на стази, опонашајући Овенсово постигнуће у Берлину.
На играма 1952. у Хелсинкију екипа СССР-а по први пут се такмичила и одмах је постала један од доминантних тимова (завршивши на другом месту по броју освојених златних и укупних медаља). Непосредни совјетски успех могао би се објаснити појавом државног „спортисте аматера“ који финансира држава. СССР је ушао у тимове спортиста који су сви били номинално студенти, војници или су радили у некој професији, али од којих је држава у стварности плаћала државу да би тренирали са пуним радним временом, кршећи тиме аматерска правила. Финска је створила легенду о љубазном поручнику чехословачке војске по имену Емил Затопек, који је намеравао да побољша своје појединачне златне и сребрне медаље из 1948. године. Прво победивши на тркама од 10.000 и 5.000 метара, такође је ушао у маратон, упркос томе што се никада раније није тркао на тој раздаљини. Учествујући у ћаскању са осталим вођама, Затопек је водио отприлике са пола пута, полако испуштајући преостале кандидате за победу за два и по минута и остварио трио победа.
Игре у Мелбурну 1956. биле су углавном успешне, забранивши ватерполо утакмицу између Мађарске и Совјетског Савеза, коју је совјетска инвазија на Мађарску завршила као битку између тимова . Због избијања слинавке и шапа у Британији у то време и строгих закона о карантину у Аустралији, коњички догађаји одржани су у Стокхолму.
На Играма у Риму 1960. на сцену је стигао млади боксач у полутешкој категорији по имену Касијус Клеј, касније познат као Мухаммад Али. Али би касније са гађењем бацио своју златну медаљу након што му је одбијена услуга у ресторану намењеном само белима у његовом родном граду Лоуисвиллеу у држави Кентуцки . Добио је нову медаљу 36 година касније на Олимпијским играма 1996. у Атланти . Међу осталим извођачима из 1960. године били су Вилма Рудолпх, златна медаља у штафетама на 100, 200 и 4 × 100 метара.
Игре 1964. одржане у Токију значајне су по томе што најављују модерно доба телекомуникација. Ове игре су прве које су емитоване широм света на телевизији, што је омогућено недавним појавом комуникационих сателита. Игре 1964. биле су тако прекретница у глобалној видљивости и популарности Олимпијских игара. Јудо је дебитовао као званични спорт, а холандски џудиста Антон Геесинк је створио велику пометњу када је победио у финалу отворене дивизије, победивши Акио Каминагу пред домаћом публиком.
На наступе на играма у Мексико Ситију 1968. утицала је надморска висина града домаћина. Игре 1968. такође су представиле сада универзални флопс флопа, технику којом је амерички скакач у вис Дицк Фосбури освојио златну медаљу. На церемонији доделе медаља за мушку трку на 200 метара, црни амерички спортисти Томмие Смитх (злато) и Јохн Царлос (бронза) заузели су се за грађанска права подигавши шаке у црним рукавицама и носећи црне чарапе уместо ципела. МОК их је забранио. Вера Чаславска, у знак протеста против инвазије на Чехословачку коју су предводили Совјетски Савез 1968. године и контроверзне одлуке судија о равнотежној греди и поду, окренула је главу и одмакнула се од совјетске заставе док је химна свирала током доделе медаља. Вратила се кући као хероина чехословачког народа, али ју је совјетска влада прогнала.
Политика је поново интервенисала у Минхену 1972. године, са смртоносним последицама . Палестинска терористичка група под називом Црни септембар напала је олимпијско село и провалила у стан израелске делегације. Убили су два Израелца, а 9 су држали као таоце. Терористи су тражили да Израел пусти бројне затворенике. Када је израелска влада одбила њихов захтев, уследило је напето заостајање током преговора. На крају, отмичарима, који су и даље држали таоце, понуђен је безбедан пролаз и одведени на аеродром, где су их немачке снаге безбедности заседале. У ватри која је уследила убијено је 15 људи, укључујући девет израелских спортиста и пет терориста. Након дуге расправе, одлучено је да се Игре наставе, али су овим догађајима очигледно доминирали поступци. Током ових Игара догодила су се нека незаборавна атлетска достигнућа, нарочито освајање тада рекордних седам златних медаља пливача Сједињених Држава Марка Шица, резервног злата Лассеа Вирена (из Финске) на 5.000 метара и 10.000 метара, и освајање три златне медаље совјетске гимнастичке звезде Олге Корбут - која је постигла историјски бацкфлип са високе пречке. Корбут, међутим, није успела да победи у вишебоју, изгубивши од саиграчице Људмиле Туришчеве .
У Монтреалу 1976. године није било такве трагедије, али лоше планирање и превара довели су до тога да су Игре далеко премашиле буџет. Игре у Монтреалу биле су најскупље у олимпијској историји, све до Зимских олимпијских игара 2014. године, коштале су преко 5 долара милијарде (еквивалентно 20,39 милијарде у 2018 ). Једно време се чинило да Олимпијске игре можда више неће бити одржив финансијски предлог. Ретроспективно, уверење да су добављачи (за које се сумња да су чланови Монтреалске мафије) обрачунавали велике суме новца са свих нивоа уговора, истовремено профитирајући од замене јефтинијих грађевинских материјала мањег квалитета, могло је допринети кашњењима, лошој градњи и превелики трошкови. 1988. године један такав добављач, Гиусеппе Заппиа, „ослобођен је оптужби за превару које су проистекле из његовог рада на олимпијским објектима након што су два кључна сведока умрла пре него што су сведочила на његовом суђењу“. Такође су бојкотовале многе афричке државе у знак протеста против недавне турнеје по Јужној Африци, прегаженој апартхејдом, новозеландског националног тима за рагби . Румунска гимнастичарка Нађа Команечи освојила је женску појединачну вишебојску златну медаљу са два од четири могућа савршена резултата, што је родило гимнастичку династију у Румунији . Такође је победила у још два појединачна догађаја, са два савршена резултата у вали и свим савршеним резултатима у неравним пречкама. Лассе Вирен је поновио своје двоструко злато на 5.000 и 10.000 метара, што га је учинило првим спортистом који је два пута освојио двоструку раздаљину.

### Крај 20. века
Након инвазије Совјетског Савеза на Авганистан 1979. године, 66 држава, укључујући Сједињене Државе, Канаду, Западну Немачку и Јапан, бојкотовале су игре 1980. године одржане у Москви. На Московским играма било је представљено осамдесет нација - најмањи број од 1956. Бојкот је допринео томе да Игре 1980. буду мање рекламирана и мање конкурентна ствар, којом је доминирала земља домаћин.
1984. године Совјетски Савез и 13 совјетских савезника узвратили су бојкотом Летњих олимпијских игара 1984. у Лос Анђелесу. Пре свега, Румунија је била једна од држава Источног блока која је присуствовала Олимпијским играма 1984. године. Ове игре су биле можда прве игре нове ере које су доносиле профит. Иако је бојкот који је водио Совјетски Савез исцрпео терен у одређеним спортовима, учествовало је 140 националних олимпијских комитета, што је у то време било рекордно. Игре су такође биле први пут да је континентална Кина (Народна Република) учествовала.
Према британском новинару Ендруу Џенингсу, пуковник КГБ-а изјавио је да су се службеници агенције представљали као антидопинг власти из МОК-а да би подривали допинг тестове и да су совјетски спортисти „спашени уз [ове] огромне напоре“. На тему Летњих олимпијских игара 1980. аустралијска студија 1989. године рекла је „Тешко да постоји освајач медаља на Играма у Москви, а сигурно није добитник златне медаље, који није на једној или другој дроги: обично неколико врста. Московске игре могле би се назвати и Игре хемичара “
Документи добијени 2016. године открили су планове Совјетског Савеза за државни систем допинга у атлетици као припрема за Летње олимпијске игре 1984. у Лос Анђелесу. Састављен пре одлуке државе да бојкотује Игре, документ детаљно описује постојеће операције стероида у програму, заједно са предлозима за даља побољшања. Комуникацију, упућену шефу атлетике Совјетског Савеза, припремио је др Сергеј Португалов из Института за физичку културу. Португалов је такође био једна од главних личности укључених у спровођење руског допинг програма пре Летњих олимпијских игара 2016. године.
Игре 1988. године у Сеулу биле су врло добро испланиране, али су игре замрљане када су многи спортисти, нарочито победник на 100 метара код мушкараца Бен Јохнсон, пали на обавезним тестовима дроге . Упркос сјајним перформансама многих појединаца без дрога, број људи који није успео на пројекцијама хемикалија за побољшање перформанси засенио је игре.
Игре у Барселони 1992. године укључивале су пријем играча из једне од северноамеричких прволигаша, НБА, као пример, али не ограничавајући се на амерички кошаркашки „ Дреам Теам “. Игре 1992. такође су поново уведене у Игре неколико мањих европских држава које су биле укључене у Совјетски Савез од Другог светског рата. На овим играма, гимнастичар Виталиј Шербо поставио је наступни рекорд у медаљи од пет појединачних златних медаља на Летњим олимпијским играма и изједначио се са наступним рекордом који је Ериц Хеиден постигао на Зимским олимпијским играма 1980. године .
До тада је процес избора места за Игре постао комерцијална брига; било је широко распрострањених оптужби за корупцију која би могла утицати на процес доношења одлука МОК-а.
На Летњим олимпијским играма у Атланти 1996. године врхунац је био тркач на 200 метара Мицхаел Јохнсон који је уништио светски рекорд пред домаћом публиком. Канађани су уживали у рекордној трци Донована Баилеија у трци на 100 метара. У народу се ово сматрало прикладном накнадом за претходну националну срамоту која је укључивала Бена Јохнсона. Било је и емотивних сцена, попут оне када је Мухаммад Али, очигледно погођен Паркинсоновом болешћу, упалио олимпијску бакљу и добио заменску медаљу за ону коју је одбацио 1960. године. Потоњи догађај се догодио у кошаркашкој арени. Атмосфера на Играма је, међутим, била нарушена када је бомба експлодирала током прославе у Олимпијском парку Центенниал. У јуну 2003. године ухапшен је главни осумњичени за ово бомбардовање, Ериц Роберт Рудолпх.
Летње олимпијске игре 2000. одржане су у Сиднеју у Аустралији, а приказали су појединачне наступе локалног миљеника Ијана Тхорпеа у базену, Британца Стевеа Редграве-а који је освојио веслачку златну медаљу у невиђеним петим узастопним олимпијским играма и Цатхи Фрееман, аутохтоне Аустралке чији је тријумф у 400 метара уједињавало је препун стадион. Ериц " the Еел" Моуссамбани, пливач из Екваторијалне Гвинеје, добио је широку медијску покривеност када је довршио пливање на 100 метара слободно, у најспорије време у олимпијској историји. Ипак је победио у врућини пошто су оба противника дисквалификована због лажних стартова. Његова сународница Паула Барила Болопа такође је добила медијску пажњу због свог рекордног и мучног, али храброг наступа. Игре у Сиднеју такође су виделе први наступ заједничког севернокорејског и јужнокорејског контингента на церемонијама отварања, иако су се такмичиле као различите државе. Контроверза се догодила у женској уметничкој гимнастици када је коњ за скокове био постављен на погрешну висину током такмичења у вишебоју.

### Почетак 21. века
2004. Олимпијске игре су се вратиле у своје родно место у Атини у Грчкој. Најмање 7,2 долара на Игре 2004. потрошено је милијарду, укључујући 1,5 долара милијарде на сигурност. Мајкл Фелпс је освојио своје прве олимпијске медаље, збројивши шест златних и две бронзане медаље. Пирос Димас, освојивши бронзану медаљу, постао је најодликованији дизач тегова свих времена са четири олимпијске медаље, три златне и једном бронзаном. Иако су неутемељени извештаји о потенцијалном тероризму одбацили гомилу са припремних такмичења првог викенда на Олимпијским играма (14–15 Август 2004), присуство се повећавало како су Игре одмицале. Трећина карата није успела да се прода али продаја карата је и даље премашила бројке са Олимпијских игара у Сеулу и Барселони ( 1988. и 1992.). Председник МОК-а Жак Рог окарактерисао је грчку организацију као изванредну, а мере безбедности као беспрекорну. Свих 202 НОК-а учествовало је на Играма у Атини са преко 11 000 учесника.
Летње олимпијске игре 2008. одржане су у Пекингу, Народна Република Кина. Одржано је неколико нових догађаја, укључујући нову дисциплину БМКС за мушкарце и жене. Жене су се први пут такмичиле у стилу. Програм мачевања проширен је на свих шест догађаја за мушкарце и жене; раније жене нису могле да се такмиче у тимским фолијама или сабљама, мада су женске екипне и мушке екипне фолије изостале за ове Игре. Додати су и маратонски пливачи на удаљености од 10 km (6,2 mi) . Такође, парови у стоном тенису замењени су тимским. Амерички пливач Мајкл Фелпс поставио је рекорд у златним медаљама на појединачним Играма са осам, а рекорд већине златних медаља изједначио је један такмичар који су раније држали и Ериц Хеиден и Витали Сцхербо . Још једна запажена звезда Игара био је јамајчански спринтер Усаин Болт, који је постао први мушки спортиста који је икада поставио светске рекорде у финалима и 100 и 200 метара у истим Играма. Коњички догађаји одржани су у Хонг Конгу.
Лондон је одржао Летње олимпијске игре 2012. године, поставши први град који је три пута био домаћин Олимпијских игара. У завршном обраћању, Јацкуес Рогге је Игре описао као „Срећне и славне“. Нација домаћин освојила је 29 златних медаља, што је најбоље за Велику Британију од Игара 1908. у Лондону. Сједињене Државе су се вратиле на врх табеле медаља након што је Кина доминирала 2008. године. МОК је уклонио бејзбол и софтбол из програма за 2012. годину. Игре у Лондону биле су успешне на комерцијалном нивоу, јер су прве у историји у потпуности распродале сваку карту, са чак 1 милион пријава за 40.000 улазница за церемонију отварања и финале спринта на 100 метара за мушкарце. Таква је била потражња за улазницама за све нивое сваког догађаја да је дошло до контроверзе око одвајања места за спонзоре и националне делегације која су у раним данима остала неискоришћена. Успостављен је систем прерасподјеле тако да су се празна мјеста пунила током Игара.
Рио де Жанеиро у Бразилу био је домаћин Летњих олимпијских игара 2016. године, поставши први јужноамерички град који је био домаћин Олимпијских игара, други град домаћин олимпијских игара у Латинској Америци, након Мексико Ситија 1968. године, као и трећи град на јужној хемисфери који је био домаћин Олимпијске игре после Мелбурна, Аустралија, 1956. и Сиднеја, Аустралија, 2000. године . Припрема за ове Игре била је у сенци контроверзи, укључујући политичку нестабилност бразилске савезне владе; економска криза у земљи; брига о здрављу и безбедности око вируса Зика и значајног загађења у заливу Гуанабара ; и допинг скандал који је спонзорирала држава, укључујући Русију, што је утицало на учешће њених спортиста на Играма
Летње олимпијске игре 2020. требало је првобитно да се одрже од 24 Јула до 9 Августа 2020. у Токију, Јапан. Град је био пети у историји да је два пута домаћин Игара и први азијски град који има ову титулу. Због пандемије ковида 19, јапански премијер Схинзо Абе, МОК и Организациони одбор Токија најавили су да ће се Игре 2020 одложити до 2021. године, што је први пут да су Олимпијске игре одложене. Ово је био први пут од 1900. године да се игре нису одржавале у преступној години, већ су се одржавале у непреступној години. За разлику од претходних Олимпијских игара, ове игре су се одвијале без гледалаца због забринутости због Ковида-19 и ванредног стања уведеног у граду домаћину. Без обзира на то, Олимпијске игре у Токију 2020. имале су многе незаборавне тренутке и подвиге техничке изврсности. Једна звезда Игара, америчка гимнастичарка Симон Бајлс, грациозно се повукла како би се усредсредила на своје ментално здравље, али се касније вратила и освојила појединачну бронзану медаљу. Норвежанин Карстен Ворхолм оборио је сопствени светски рекорд у трци на 400 метара с препонама.
Летње олимпијске игре 2024. одржане су у Паризу, Француска, чиме је он постао други град после Лондона који је три пута био домаћин Летњих олимпијских игара (друга два пута су била 1900. и 1924. године, обележавајући стогодишњицу од овог потоњег). Ово су прве Олимпијске игре након пандемије које дозвољавају гледаоцима да присуствују. Оне су прве на којима су церемоније отварања одржане су изван главног стадиона, а спортисти су парадирали чамцима дуж реке Сене. Након тога, такмичења у пливању на отвореним водама такође су одржана у реци.

### Будуће игре
Летње олимпијске игре 2028. одржаће се у Лос Анђелесу, Калифорнија, Сједињене Америчке Државе, што ће га чинити трећим градом који је три пута био домаћин Игара (друга два пута су 1932. и 1984. године), а САД су домаћини Летњих олимпијских игара по пети пут.
Летње олимпијске игре 2032. одржаће се у Бризбејну у Аустралији, који је трећи град домаћин Игара у Аустралији и четврти јужно од екватора.

## Спортови
Било је укупно 42 спорта, који обухватају 55 дисциплина, укључених у олимпијски програм у једном или другом тренутку историје Игара. Распоред игара се састоји од 33 спорта за недавне Летње олимпијске игре (2020), са 32 спорта на следећим Летње олимпијске игре (2024).
Различите федерације олимпијских спортова груписане су под заједничким кровним удружењем, под називом Асоцијација међународних летњих олимпијских федерација (ASOIF).
  Тренутни спорт  
  Више није укључен
| Спорт               | Године                         |
| ------------------- | ------------------------------ |
| 3x3 Кошарка         | од 2020                        |
| Стреличарство       | 1900–1908, 1920, од 1972       |
| Уметничко пливање   | од 1984                        |
| Атлетика            | све                            |
| Бадминтон           | од 1992                        |
| Бејзбол             | 1992–2008, 2020, 2028          |
| Кошарка             | од 1936                        |
| Баскијска пелота    | 1900                           |
| Брејк данс          | 2024                           |
| Бокс                | 1904, 1908, од 1920            |
| Вожња кануом        | од 1936                        |
| Крикет              | 1900, 2028                     |
| Крокет              | 1900                           |
| Бициклизам          | све                            |
| Скокови у воду      | од 1904                        |
| Коњички спорт       | 1900, од 1912                  |
| Мачевање            | све                            |
| Хокеј на трави      | 1908, 1920, од 1928            |
| Флег фудбал         | 2028                           |
| Фудбал              | 1900–1928, од 1936             |
| Голф                | 1900, 1904, од 2016            |
| Гимнастика          | све                            |
| Рукомет             | 1936, од 1972                  |
| Же де пом           | 1908                           |
| Џудо                | 1964, od 1972                  |
| Карате              | 2020                           |
| Лакрос              | 1904, 1908, 2028               |
| Модерни петобој     | од 1912                        |
| Поло                | 1900, 1908, 1920, 1924, 1936   |
| Рекети              | 1908                           |
| Роук                | 1904                           |
| Веслање             | од 1900                        |
| Рагби јунион        | 1900, 1908, 1920, 1924         |
| Рагби седам         | од 2016                        |
| Једрење             | 1900, од 1908                  |
| Стрељаштво          | 1896, 1900, 1908–1924, од 1932 |
| Скејтбординг        | од 2020                        |
| Софтбол             | 1996–2008, 2020, 2028          |
| Спортско пењање     | од 2020                        |
| Сквош               | 2028                           |
| Сурфовање           | од 2020                        |
| Пливање             | све                            |
| Стони тенис         | од 1988                        |
| Теквондо            | од 2000                        |
| Тенис               | 1896–1924, од 1988             |
| Триатлон            | од 2000                        |
| Вучење конопца      | 1900–1920                      |
| Одбојка             | од 1964                        |
| Водени мотоспортови | 1908                           |
| Ватерполо           | од 1900                        |
| Дизање тегова       | 1896, 1904, од 1920            |
| Рвање               | 1896, од 1904                  |

### Квалификације
Квалификациона правила за сваки од олимпијских спортова поставља Међународна спортска федерација (IF) која управља међународним такмичењем у том спорту.
За појединачне спортове, такмичари се обично квалификују тако што освоје одређено место на великом међународном догађају или на ранг листи IF-а. Постоји опште правило да највише троје појединачних спортиста може представљати сваку нацију по такмичењу. Национални олимпијски комитети (NOC) могу пријавити ограничен број квалификованих такмичара у свакој дисциплини, а NOC одлучује које квалификоване такмичаре ће изабрати као представнике у свакој дисциплини ако је више њих достигло стандард него што се може пријавити.
Нације најчешће квалификују тимове за тимске спортове кроз континенталне квалификационе турнире, на којима сваки континентални савез добија одређени број места на олимпијском турниру. Свака нација може бити представљена са највише једним тимом по такмичењу; тим се састоји од само двоје људи у неким спортовима.
Неким националним олимпијским комитетима, чије су нације недовољно заступљене након квалификација, могу бити одобрене квоте џокера, који се називају универзална места, у неким квалификованим спортовима.

### Популарност олимпијских спортова
МОК дели летње олимпијске спортове у пет категорија (А – Е) на основу популарности, мерене по шест критеријума: гледаност телевизије (40%), популарност на интернету (20%), јавне анкете (15%), захтеви за улазницама (10%), извештавање штампе (10%) и број националних федерација (5%). Категорија спорта одређује удео олимпијског прихода који прима Међународна федерација тог спорта.] Спортови који су били нови на Олимпијским играма 2016. (рагби и голф) стављени су у категорију Е.
| Кат. | Бр. | Спорт                                                                                     |
| ---- | --- | ----------------------------------------------------------------------------------------- |
| A    | 3   | атлетика, водени спорт,[a] гимнастика                                                     |
| B    | 5   | кошарка, бициклизам, фудбал, тенис, одбојка                                               |
| C    | 8   | стреличарство, бадминтон, бокс, џудо, веслање, стрељаштво, стони тенис, дизање тегова     |
| D    | 9   | кану/кајак, јахање, мачевање, рукомет, хокеј на трави, једрење, теквондо, триатлон, рвање |
| E    | 3   | модерни петобој, голф, рагби                                                              |
| F    | 6   | бејзбол/софтбол, карате, скејтборд, спортско пењање, сурфовање                            |

a Водени спортови обухватају уметничко пливање, скакање у воду, пливање и ватерполо.